# Аткинсон, Крис
Крис Аткинсон (англ. Chris Atkinson) (род. 30 ноября 1979, Бега, Новый Южный Уэльс, Австралия) — профессиональный австралийский раллийный автогонщик, участник чемпионатов мира по ралли в 2004-2014 годах, где выступал за несколько заводских и полу-заводских команд. Лучшими результатами пилота в WRC являются финиши на втором месте на Ралли Мексика и Ралли Аргентина в сезоне 2008. Чемпион Азиатско-Тихоокеанского чемпионата по ралли 2012 года.

## Карьера
В WRC Аткинсон дебютировал в 2004 году на Ралли Новая Зеландия за рулём Subaru Impreza WRX STI. В следующем году он стал напарником Петтера Сольберга в команде Subaru World Rally Team и по итогам сезона занял 12-е место в личном зачёта, набрав 13 очков. Лучшим результатом в сезоне у него стал финиш на третьем месте на Ралли Япония.
После сезона 2006, который австралиец закончил в итоге на 10-м месте с 20-ю очками, команда подвергла его выступления критике, дав понять, что необходимо найти баланс между скоростью и риском. После этого результаты пилота пошли в гору, и сезон 2007 он закончил уже на седьмом месте, набрав 31 очко.
Сезон 2008 Аткинсон начал успешно: он финишировав третьим на Ралли Монте-Карло и завоевал второе место в Мексике и Аргентине.